# Dubravka Šuica
Dubravka Šuica (Dubrovnik, 20. svibnja 1957.) hrvatska političarka (HDZ), potpredsjednica Europske komisije za demokraciju i demografiju, gradonačelnica Dubrovnika u razdoblju od 2001. do 2009. U tri mandata izabrana za zastupnicu u Hrvatskom saboru (2000. – 2011.)
Godine 2013. prvi put je izabrana za zastupnicu u Europskom parlamentu. U svibnju 2014. je ponovno je izabrana kao zastupnica u Europskom parlamentu na mandat u trajanju od pet godina.

## Životopis
Dubravka Šuica rođena je 20. svibnja 1957. u Dubrovniku gdje završava osnovnu i srednju školu. Diplomirala je engleski i njemački jezik na Filozofskom fakultetu u Zagrebu. Udana je i majka jedne kćeri. 
Radila je kao profesorica engleskog i njemačkog jezika u dubrovačkim osnovnim i srednjim školama te na fakultetu. Od 1996. do 2000. obnašala je dužnost ravnateljice Gimnazije Dubrovnik.
Godine 2001. izabrana je za gradonačelnicu Dubrovnika. Godine 2005. građani Dubrovnika ponovno je biraju za svoju gradonačelnicu.
Dubravka Šuica 2005. godine izabrana za Gradonačelnicu godine u Republici Hrvatskoj, a 2006. godine izabrana je među TOP 10 gradonačelnika svijeta. Dobitnica je i prestižnog međunarodnog priznanja Gradonačelnik godine 2009. koju dodjeljuje Međunarodna liga humanista.
Dubravka Šuica članica je Hrvatske demokratske zajednice od 1990., a bila je predsjednica Gradskog odbora HDZ-a Dubrovnik od 1998. do 2014. godine. U više mandata obnašala je dužnosti vijećnice u županijskoj skupštini Dubrovačko-neretvanske županije i Gradskom vijeću Grada Dubrovnika.
Godine 2012. izabrana je za potpredsjednicu Hrvatske demokratske zajednice, a obnašala je i dužnost predsjednice nacionalnog Odbora za vanjske i europske poslove HDZ-a.
Dubravka Šuica obnašala je dužnost zastupnice u Hrvatskom saboru u tri mandata od 2001. do 2011. Od 2004. je pet puta uzastopno izabrana za potpredsjednicu Kongresa lokalnih i regionalnih vlasti Vijeća Europe.
U listopadu 2012. izabrana je za potpredsjednicu zajednice žena EPP-a, a tu dužnost obnaša i danas.
U travnju 2013. Dubravka Šuica izabrana je za zastupnicu u Europskom parlamentu gdje je obnašala dužnost člana Odbora za okoliš, javno zdravstvo i sigurnost hrane (ENVI), zamjenskog člana Delegacije za odnose s Albanijom, Bosnom i Hercegovinom, Srbijom, Crnom Gorom i Kosovom (DSEE) te zamjenskog člana Odbora za vanjske poslove (AFET). U svibnju 2014. je ponovno izabrana kao zastupnica u Europskom parlamentu te je u srpnju 2014. potvrđena kao Potpredsjednica Izaslanstva za odnose s Bosnom i Hercegovinom te Kosovom (DSEE), članica Odbora za okoliš, javno zdravstvo i sigurnost hrane (ENVI), i kao članica u Odboru za vanjske poslove (AFET) te od 2016. potpredsjednica tog Odbora.  Djelovala je i u Odboru za promet i turizam (TRAN), Odboru za prava žena i ravnopravnost spolova (FEMM) i Izaslanstvu za odnose sa SAD-om (D-US).
U srpnju 2019. godine Dubravka Šuica izabrana je za prvu potpredsjednicu Kluba zastupnika EPP-a u Europskom parlamentu. Od 2013. do 2019. godine Dubravka Šuica obnašala je dužnost voditeljice hrvatske EPP delegacije u Europskom parlamentu.
U rujnu 2019. godine Šuica je imenovana za hrvatsku povjerenicu u Europskoj komisiji, nakon čega joj je dodijeljen portfelj Demokracije i demografije i položaj potpredsjednice Europske komisije. Mandat u Europskoj komisiji započela je 1. prosinca 2019. godine.

## Vanjske poveznice
- Dubravka Šuica
- Aktivnosti u Europskom parlamentu